# 天下一集團
天下一集團（英語：One Cool Group）是由男藝人古天樂成立，位於香港一間電影集團。成立於2013年，業務包括電影製作、後期製作、視覺特效、特效化妝模型、器材租賃等電影生產各個部份。

## 旗下公司

### 電影服務
- 天下一電影製作：
  - 負責電影投資、製作和發行。
- 華人文化天下一：
  - 負責電影投資[2]。
- 天下一電影發行（One Cool Pictures Limited）：
  - 負責電影發行。
- 天下一恆運租賃：
  - 負責電影器材租貸。

### 後期製作
- 天下一製作（One Cool Production Limited）：
  - 負責電影及廣告後期製作。
- 天下一音效（One Cool Sound Limited）：
  - 負責專業音響音效。
- 天下一電影剪接（One Cool Film Cut Company）：
  - 負責剪接[3]。
- 天下一展（One Cool Cut Limited）：
  - 多媒體後期製作。
- 北京希娜魔夫
  - 特效化妝模型。

### 電腦特效
- Fatface Production Limited（發輝製作室）：
  - 負責視覺特效製作。
- 悟童數碼特效（Different Digital Design）：
  - 負責電腦數碼特效製作。
- One Cool Production
  - 數碼特效製作。

### 動畫製作
- 天下一動畫（One Cool Animation）

### 公關宣傳
- 樂天公關宣傳：
  - 電影及藝人宣傳服務。

### 藝人管理
- 天下一藝人管理（姜皓文、羅浩銘、李凱賢、徐偉棟）
- 燊天娛樂（張繼聰、楊偲泳）
- 天下一將士藝人 One Cool Jam Cast（與JamCast Management (HK)合作）：鄭雪兒、廖子妤、余香凝、余潔、陳穎欣、麥子樂、彭彤、徐頴堃、林千渟、梁式昕、黃詩棋、許月湘、李玗蓁）

- 天高娛樂 （林峯、游學修、凌文龍、胡卓希、黃浩然、湯君慈、宣萱、余安安、周秀娜、陳苡臻、陳靜）
- 天下一電影（馮德倫）
- 天下一堂（黃定謙、吳梓熙）
- 天加一文化傳媒（與內地公司合作：陳靜、姚明明、文鄴辰、謝高晉、何天嵐等）
- Cool Style Media & Management（與Style International Management及寰亞傳媒集團合作）：ANSONBEAN、張凱娸、潘藝桐、熊黛林、譚旻萱、何嘉莉、麥少瑜、許恩怡、張晉雅、陳嘉寶、劉沛蘅、林熙彤、盧慧敏、潘思朗、潘敬昆、孫婷、謝琬婷、曾睿彤、坂部佩莎）
- Triple S Artiste Management（袁澧林、張蔓莎、吳肇軒、朱鑑然、胡子彤、林家熙、吳苑汶）
- 天下一音樂 One Cool Music／One Cool ChillGOOD（張蔓莎、胡子彤、CY陳宗澤、林愷鈴）

### 配音製作
- 天下一聲優館（One Cool BB Dub Production House）
  - 配音製作
  - 藝人吐字訓練
  - 配音員培訓

### 網絡服務
- 天下一網絡（One Cool Online）
- 天下一網購（One Cool Shop）
  - 網店管理系統、網上購物管理、內容營銷分析系統、內容創作管理系統。